# Marcel Houël
Pour les articles homonymes, voir Houël.
Marcel Houël, né le 12 octobre 1921 à Lyon (Rhône) et mort le 18 octobre 1985 à Vénissieux (Rhône), est un homme politique français. Il est député du Rhône de 1962 à 1981 et maire de Vénissieux de 1962 à 1985.

## Biographie
Marcel Houël naît le 12 octobre 1921 à Lyon. Il travaille comme ouvrier du bâtiment.
Il adhère aux Jeunesses communistes en 1936 et s'engage dans la Résistance pendant l'Occupation allemande.  
Devenu membre du Parti communiste français en 1945, il milite également au sein du syndicat CGT des mâçons de Lyon.
De 1953 à 1959, il est conseiller municipal à Villeurbanne. En 1962, il devient maire de Vénissieux à la suite de la démission de Louis Dupic (PCF). Il exerce cette fonction jusqu'à son décès en 1985. Le quartier des Minguettes est construit sous sa mandature.
Il est également député du Rhône de 1962 à 1981.
Marcel Houël meurt le 18 octobre 1985 à Vénissieux.

## Hommages
Une avenue porte son nom à Vénissieux.
Une station de la ligne 4 du tramway de Lyon porte le nom de Marcel Houël.

## Détail des fonctions et des mandats

### Mandats locaux
- 1962 - 1985 : Maire de Vénissieux
- 1964 - 1973 : Conseiller général du canton de Bron
- 1973 - 1982 : Conseiller général du canton de Vénissieux
- 1982 - 1985 : Conseiller général du canton de Vénissieux-Nord

### Mandats parlementaires
- 25 novembre 1962 - 2 avril 1967 : Député de la 6e circonscription du Rhône
- 12 mars 1967 - 30 mai 1968 : Député de la 6e circonscription du Rhône
- 30 juin 1968 - 1er avril 1973 : Député de la 6e circonscription du Rhône
- 11 mars 1973 - 2 avril 1978 : Député de la 11e circonscription du Rhône
- 19 mars 1978 - 22 mai 1981 : Député de la 11e circonscription du Rhône